# Memorial Rik Van Steenbergen 2009
Il Memorial Rik Van Steenbergen 2009, diciannovesima edizione della corsa, valido come evento dell'UCI Europe Tour 2009 categoria 1.1, si svolse il 9 settembre 2009 per un percorso di 183 km. Fu vinto dal belga Niko Eeckhout, che terminò la gara in 3h51'05" alla media di 47,5 km/h.
Furono 124 in totale i ciclisti che portarono a termine il percorso.

## Classifica (Top 10)
| Pos. | Corridore        | Squadra       | Tempo    |
| ---- | ---------------- | ------------- | -------- |
| 1    | Niko Eeckhout    | An Post-Kelly | 3h51'05" |
| 2    | Stefan van Dijk  | Ver. Willems  | s.t.     |
| 3    | Steven de Jongh  | Quick Step    | s.t.     |
| 4    | Kenny Dehaes     | Katusha       | s.t.     |
| 5    | Aart Vierhouten  | Vacansoleil   | s.t.     |
| 6    | Denis Flahaut    | Landbouwkred. | s.t.     |
| 7    | Kristof Goddaert | Topsport Vl.  | s.t.     |
| 8    | Mathew Hayman    | Rabobank      | s.t.     |
| 9    | Roy Hegreberg    | Sparebanken   | s.t.     |
| 10   | Danilo Hondo     | PSK Whirlpool | s.t.     |